# Stephen Brun
Stephen Brun (4. srpnja 1980.) je francuski profesionalni košarkaš. Igra na poziciji krilnog centra, a trenutačno je član francuskog Nancya.

## Vanjske poveznice
- Profil na NLB.com